# Савельев, Дмитрий Фёдорович
Савельев Дмитрий Фёдорович (20 ноября 1906, Базарный Карабулак, Саратовская губерния — 1 февраля 1965, Ижевск) — организатор промышленного производства, директор Ижевского металлургического завода, депутат Верховного Совета РСФСР 2-4-го созывов (1947, 1955), делегат XXII съезда КПСС (1961).

## Биография
Дмитрий Федорович родился в поселке Базарное Карабулацкого района Саратовской области.
В 1930 году окончил Ленинградский политехнический институт (металлургический факультет).
С 1936 года работал на Ижевском сталелитейном заводе (с 1939 года — на Ижевском металлургическом заводе): начальником мастерской, заместителем начальника и начальником цехов. В 1942—1946 годах был секретарем партийного комитета и партийным организатором ЦК ВКП(б), в 1946—1965 годах — директором завода. Под его руководством состоялась вторая реконструкция завода.
За особые отличия при внедрении стальных фасонных профилей и малоотходной штамповки получил Золотую медаль ВДНХ (1964). Награждён орденом Ленина (1961), тремя орденами Трудового Красного Знамени (1942, 1950, 1958), орденом Красной Звезды (1944) и многочисленными медалями.